# Молёбка (приток Сылвы)
Молёбка (Больша́я Молёбка, Молёбная) — река в России, протекает по Кишертскому району Пермского края. Устье реки находится в 250 км по правому берегу реки Сылвы в районе села Молёбка. Длина реки составляет 48 км.
Протекает по холмистой, поросшей лесом равнине, расчленённой логами. Имеет 50 притоков длиной менее 10 км. Основные притоки: Малая Молёбка, Ильма. В бассейне реки находится озеро площадью 0,44 км².
Половодье на реке заканчивается в средине мая, затем наблюдается летне-осенняя межень. 2-3 раза за сезон случаются паводки.
В конце XVIII века на реке для нужд Молёбского железоделательного завода была построена плотина и образован пруд.

## Название
Название реки происходит от молебного камня древних манси, находившегося на берегу реки.

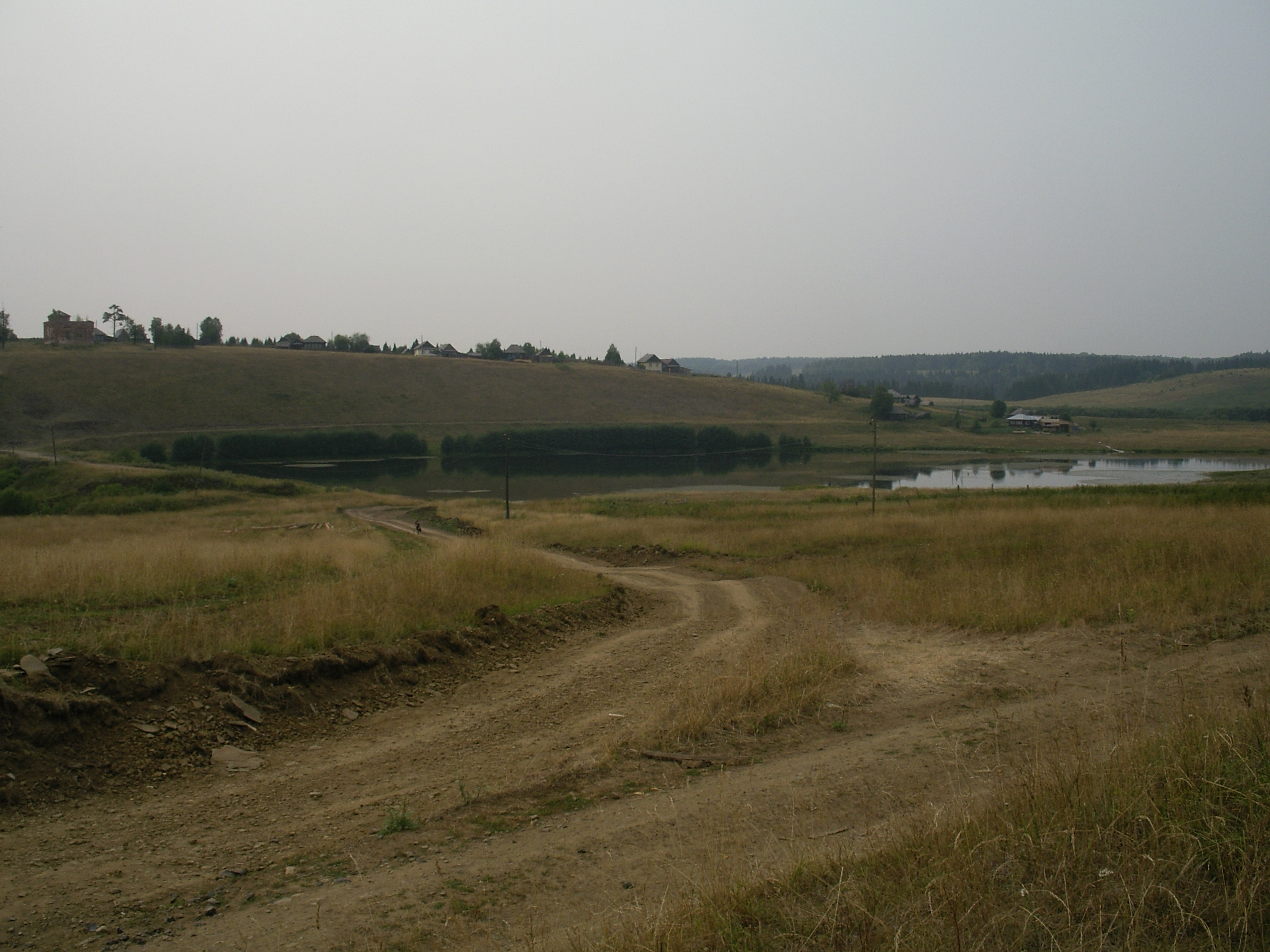
Пруд в Молёбке

## Данные водного реестра
По данным государственного водного реестра России относится к Камскому бассейновому округу, водохозяйственный участок реки — Сылва от истока и до устья, речной подбассейн реки — Кама до Куйбышевского водохранилища (без бассейнов рек Белой и Вятки). Речной бассейн реки — Кама.
Код объекта в государственном водном реестре — 10010100812111100012586.